# Honky (álbum)
Honky es un álbum de estudio de la banda estadounidense de grunge Melvins, lanzado en 1997 a través de Amphetamine Reptile Records. Es considerado el álbum más experimental de la banda. Es el primero después de dejar Atlantic Records y contiene una mezcla de canciones del típico estilo Melvins mezcladas con piezas de electrónica y experimentos con zumbidos y otros sonidos. "Mombius Hibachi" contó con un videoclip. La última pista, "In the Freaktose the Bugs are Dying", termina con más de 25 minutos de silencio.

## Lista de canciones
- Todas las canciones compuestas por Melvins.

| N.º | Título                                      | Duración |  |
| 1.  | «They All Must Be Slaughtered»              | 8:17     |  |
| 2.  | «Mombius Hibachi»                           | 1:58     |  |
| 3.  | «Lovely Butterfly»                          | 2:10     |  |
| 4.  | «Pitfalls in Serving Warrants»              | 3:36     |  |
| 5.  | «Air Breather Deep in the Arms of Morphius» | 12:12    |  |
| 6.  | «Laughing with Lucifer at Satan's Sideshow» | 2:16     |  |
| 7.  | «HOW --++--»                                | 3:26     |  |
| 8.  | «Harry Lauder's Walking Stick Tree»         | 3:17     |  |
| 9.  | «Grin»                                      | 4:11     |  |
| 10. | «In the Freaktose the Bugs Are Dying»       | 29:23    |  |

## Personal
- Buzz Osborne - guitarra, voz
- Dale Crover - batería
- Mark Deutrom - bajo
- Katherine Bjelland - voz adicional en "They All Must Be Slaughtered")
- Mac Mann - piano, campanas, sintetizadores
- David Scott Stone - platillos, oscilaciones